# ТОР «Хабаровск»
Территория опережающего социально-экономического развития «Хабаровск» — территория в Хабаровском крае России, на которой действует особый правовой режим предпринимательской деятельности. Образована в 2015 году. На конец 2021 года на территории зарегистрировано 42 резидента, общая сумма заявленных инвестиций составляет 28,4 млрд рублей.

## Развитие территории
ТОР «Хабаровск» стала первой территорией опережающего социально-экономического развития в России. Территорию создали в 2015 году, в соответствии с Постановлением Правительства РФ от 25 июня 2015 года № 629.
В 2018 году ТОР «Хабаровск» была расширена. В 2021 году последовало еще два расширения, когда в нее вошли участки Вяземского района для строительства молочного завода и животноводческого комплекса и, позднее, дополнительные площади для создания нового медицинского центра.
По данным на конец 2021 года, на территории зарегистрировано 42 резидента, общая сумма заявленных инвестиций составляет 28,4 млрд рублей, количество создаваемых рабочих мест — 2877.

## Резиденты
Якорными резидентами ТОР «Хабаровск» являются АО «Международный аэропорт Хабаровск» (дочернее предприятие АО «Хабаровский аэропорт») ООО «Технониколь».
В рамках инвестиционного проекта АО «Международный аэропорт Хабаровск» в 2018 году началось строительство нового терминала международного аэропорта Хабаровск имени Г. И. Невельского площадью 27,7 тыс. кв. метров. В сентябре 2019 года терминал был открыт. Проект был реализован с участием инвесторов из Японии (SojitzCorp., JATCO, JOIN), общий объем инвестиций составил 4,9 млрд рублей.
ООО «Технониколь» в рамках проекта создала четыре предприятия — по производству пластиковых водосточных систем, строительных тепло- и звукоизоляционных материалов из каменной ваты и экструзионного пенополистирола, а также учебный центр. Завод «ТН-Пластики» рассчитан на переработку до 10 000 тонн вторичных полимеров в год.
На заводе «ТехноНИКОЛЬ Дальний Восток» создана самая протяженная в мире сеть поставок каменной ваты (более 10 000 км). Общий объем инвестиций в проекты ООО «Технониколь» в рамках ТОР «Хабаровск» составил 2,6 млрд рублей.
После расширения ТОР «Хабаровск» в 2021 году стартовало еще четыре инвестиционных проекта, крупнейшим из которых стало строительство российско-японского центра превентивной медицины «РЖД-Медицина». Сроки введения объекта в эксплуатацию назначены на 2022 год. Общий объем инвестиций оценивается в 1 млрд рублей.
В 2023 году резидентом ТОР «Хабаровск» стало ООО «Дальневосточный автокластер», руководителем которого является основатель Bakulin Motors Group Алексей Бакулин. Компания построит автобусный завод, который будет обеспечивать своей продукцией регионы Дальнего Востока России.